# Жангельдино
Жангельдино (каз. Жангелдин) — село в Кзылкогинском районе Атырауской области Казахстана. Административный центр и единственный населённый пункт Джангельдинского аульного округа. Код КАТО — 234837100.

## Население
В 1999 году население села составляло 1703 человека (899 мужчин и 804 женщины). По данным переписи 2009 года, в селе проживали 1583 человека (828 мужчин и 755 женщин).